# Klein Zecher
Klein Zecher er en kommune i det nordlige Tyskland, beliggende i Amt Lauenburgische Seen under Kreis Herzogtum Lauenburg. Kreis Herzogtum Lauenburg ligger i delstaten Slesvig-Holsten.

## Geografi
I kommunen ligger ud over Klein Zecher landsbyerne Hakendorf og Marienstedt. Klein Zecher ligger lidt vest for Schaalsee i Naturpark Lauenburgische Seen og grænser mod syd til delstaten Mecklenburg-Vorpommern.